# Feuchtwiese bei Dobien
Die Feuchtwiese bei Dobien ist ein FFH-Gebiet in der Lutherstadt Wittenberg im Landkreis Wittenberg in Sachsen-Anhalt.

## Allgemeines
Das FFH-Gebiet ist circa 12 Hektar groß. Es überlagert sich mit dem Landschaftsschutzgebiet „Wittenberger Vorfläming und Zahnabachtal“ und umfasst das Naturdenkmal „Feuchtwiese bei Reinsdorf-Dobien“. Das FFH-Gebiet ist durch die Landesverordnung zur Unterschutzstellung der Natura 2000-Gebiete im Land Sachsen-Anhalt (N2000-LVO LSA) seit dem 21. Dezember 2018 rechtlich gesichert. Zuständige untere Naturschutzbehörde ist der Landkreis Wittenberg.

## Beschreibung
Das FFH-Gebiet liegt nördlich der Lutherstadt Wittenberg im Naturpark Fläming. Es umfasst ein feuchtes, von Wald umgebenes Wiesental mit extensiv genutzten Pfeifengras- und mageren Flachland-Mähwiesen. Die Pfeifengraswiesen beherbergen unter anderem Vorkommen von Kleinem Baldrian, Schmalblättrigem Wollgras und Hirsesegge, auf den mageren Flachland-Mähwiesen siedeln unter anderem Ruchgras, Feldhainsimse, Wiesenschaumkraut, Wiesenlabkraut, Echtes Labkraut und Scharfer Hahnenfuß.
Das Gebiet ist Lebensraum unter anderem für die Zauneidechse und die Fledermäuse Breitflügel- und Mückenfledermaus.